# Alberto López Moreno
Alberto López Moreno (Madrid, 25 febbraio 1967) è un ex calciatore spagnolo.